# Darby
Darby es un borough ubicado en el condado de Delaware en el estado estadounidense de Pensilvania. En el año 2000 tenía una población de 10,229 habitantes y una densidad poblacional de 4,874.3 personas por km².

## Geografía
Darby se encuentra ubicado en las coordenadas 39°55′6″N 75°15′30″O / 39.91833, -75.25833

## Historia
Darby se extiende a lo largo de 5 millas (8 km) al sudoeste de Filadelfia, centro de la ciudad. Tiene una biblioteca pública construida en 1743 y un cementerio de más de 300 años de edad. Los cuáqueros vivían allí a principios de la era colonial. Darby fue poblada alrededor de 1660 y se constituyó el 3 de marzo de 1852. En 1900, 3.429 personas tenían sus casas allí, en 1910, 6.305, y en 1940, 10.334 residentes de Darby. La población era de 10.299 en el censo de 2000. Se especula, según los historiadores locales, que el nombre de "Darby" es una mala pronunciación de la palabra "Derby", derivado de Inglés de la ciudad de Derby, en el condado de Derbyshire. Una explicación afirma que el arroyo Darby se parecía mucho al río Derwent Inglés, el cuerpo principal de agua que fluye a través de Derby. Inmigrantes británicos nombre a la ciudad en el nuevo mundo así.

## Demografía
Según la Oficina del Censo en 2000 los ingresos medios por hogar en la localidad eran de $36,938 y los ingresos medios por familia eran $30,065. Los hombres tenían unos ingresos medios de $35,507 frente a los $22,451 para las mujeres. La renta per cápita para la localidad era de $16,990. Alrededor del 20.6% de la población estaba por debajo del umbral de pobreza.